# Chiesa di Santa Margherita in Costalberto
La chiesa di Santa Margherita in Costalberto è una chiesa sussidiaria della parrocchia di Santa Margherita, frazione del Comune di Roncà, in provincia di Verona e diocesi di Vicenza; fa parte del Vicariato di San Bonifacio-Montecchia di Crosara, precisamente dell'Unità Pastorale di Roncà, Terrossa, Santa Margherita e Brenton.

## Storia
Località abitata anche da popolazioni di origine tedesca, come testimoniato da alcuni toponimi, il titolo della chiesa, dedicata a Santa Margherita d’Antiochia fa pensare ad una certa antichità, in quanto culto diffuso nel territorio vicentino dai primi tempi della diffusione del Cristianesimo, nonché venerata proprio dalle popolazioni teutoniche.
Nel 1567 Santa Margherita e Brenton, a causa della peste, avevano visto una notevole diminuzione nel numero degli abitanti, tanto che furono accorpate alla parrocchia di Roncà.
Risale al 1658 il voto di trentanove capifamiglia di Agugliana e Selva di Montebello Vicentino a compiere una processione annuale il 20 luglio fino a Santa Margherita per chiedere protezione per le campagne, cosa confermata anche dal parroco di Roncà don Giuseppe Zuffellato nel XX secolo.
Nel 1782 la chiesa risulta non officiata e lo stesso nel 1835, segno della discontinuità della presenza di un sacerdote, mantenuto grazie alle elemosine dei fedeli.
Il 12 settembre 1944, dopo varie richieste da parte della popolazione, il Vescovo di Vicenza Carlo Zinato concesse un sacerdote per la cura d’anime, sottoposto all’arciprete di Roncà. Giunse il successivo 19 maggio don Fabiano Dal Cengio come vicario cooperatore, con l’impegno di celebrare la Santa Messa quotidiana e le funzioni nei giorni festivi. Il 27 marzo 1945 a don Fabiano fu permesso, vista la presenza positiva del sacerdote per la vita cristiana dei fedeli e la distanza dalla parrocchiale di Roncà, di celebrare Battesimi, Prime Comunioni, Matrimoni e funerali. 
Nel 1950 don Fabiano divenne rettore di Santa Margherita, mentre il 12 settembre 1964 Santa Margherita ritornava ad essere parrocchia.
La costruzione della nuova chiesa parrocchiale in località Gualive probabilmente preservò la costruzione da una possibile demolizione

## Descrizione

### La facciata
La facciata è a capanna con portale rettangolare in pietra protetto da un piccolo portico pensile.

In asse con il portale vi è l’oculo, mentre al culmine della facciata è collocata una croce metallica.
Sui due lati della facciata, su mensole, sono collocate due statue raffiguranti la Vergine Maria a destra e l’Arcangelo Gabriele a sinistra. Un’altra statuetta, raffigurante la Madonna di Monte Berico, è collocata nella nicchia scavata sopra la porta d’ingresso.
Una foto d’epoca mostra l’aspetto della facciata ed è diverso da quello attuale. L’unico elemento presente è il portale rettangolare.

### Interno
La chiesa, costruita in basalto del luogo, era originariamente un rettangolo di dieci metri di lunghezza per quattro di larghezza.
Nel 1944 furono aggiunte due piccole navate laterali per aumentarne la capienza, mentre nel 1945 fu decorata dal pittore Fabiano Dalle Carbonare.
La copertura è a capriate lignee e sul fondo della chiesa è visibile l’altare maggiore in marmi policromi che ospita la statua della Santa titolare.

## Campanile e campane
La chiesa possiede un campanile a vela con una campana di 47 centimetri di diametro e fusa da Cavadini nel 1865.